# 茨城県立こども病院
茨城県立こども病院（いばらきけんりつこどもびょういん）は、茨城県水戸市にある医療機関。茨城県茨城県病院事業の設置等に関する条例（昭和41年12月10日条例第61号）に基づき茨城県が設置し、指定管理者として社会福祉法人恩賜財団済生会支部茨城県済生会が管理を行う病院である。隣接する水戸済生会総合病院産科病棟と協働し、一体的に小児医療の対応を図っている。

## 沿革
- 1980年（昭和55年）7月 - 第二次茨城県福祉基本計画に基づき、高度専門医療が提供可能な小児保健医療センターの設置が確定。
- 1985年（昭和60年）1月 - 病院施設の完成。
- 1985年（昭和60年）7月1日 - 病院診療開始。
- 1989年（平成元年）9月14日 - カナダ・アルバータ州立小児病院と姉妹病院の提携。
- 2005年（平成17年）9月29日 - 総合周産期母子医療センターの指定を受ける[注釈 1]。

## 診療科
第一医療局
- 新生児科
- 小児血液腫瘍科
- 小児循環器科
- 小児神経精神発達科
- 小児腎臓内科
- 小児総合診療科
- 小児内分泌科
- 小児アレルギー科
- 小児救急・集中治療科
- 放射線科

第二医療局
- 小児外科
- 小児泌尿器科
- 心臓血管外科
- 小児脳神経外科
- 麻酔科
- 病理科
- 形成外科
- 整形外科

診療協力部門
- 看護局
- 薬剤科
- 放射線技術科
- 臨床検査科
- 臨床工学科
- 臨床心理科
- 栄養科
- 診療情報管理室
- 図書室

医療管理支援部門
- 成育在宅支援室

## 医療機関の指定等
- 臨床修練指定病院
- 臨床研修指定病院
- 総合周産期母子医療センター[注釈 1]

## 交通アクセス
- JR常磐線水戸駅より茨城交通バス水戸済生会病院総合病院経由双葉台行で済生会病院下車。
- JR水戸線赤塚駅より茨城交通バス水戸済生会病院総合病院経由双葉台行で済生会病院下車。
- 常磐自動車道水戸インターチェンジより約10分。